# Bricqueville-sur-Mer
Bricqueville-sur-Mer ist eine Gemeinde im Département Manche in der Region Normandie in Frankreich mit 1.263 Einwohnern (Stand: 1. Januar 2022). Bricqueville-sur-Mer gehört zum Arrondissement Avranches und zum Kanton Bréhal. Die Einwohner werden Bricquais genannt.

## Geografie
Bricqueville-sur-Mer liegt im Süden der Halbinsel Cotentin an der Küste zum Ärmelkanal (Golf von Saint-Malo). Umgeben wird Bricqueville-sur-Mer von den Nachbargemeinden Lingreville im Norden, Muneville-sur-Mer im Nordosten, Cérences im Osten sowie Bréhal im Süden.

## Bevölkerungsentwicklung
| 1962                       | 1968 | 1975 | 1982 | 1990 | 1999 | 2006 | 2018 |
| -------------------------- | ---- | ---- | ---- | ---- | ---- | ---- | ---- |
| 896                        | 774  | 778  | 797  | 810  | 908  | 1063 | 1221 |
| Quellen: Cassini und INSEE |      |      |      |      |      |      |      |

## Sehenswürdigkeiten

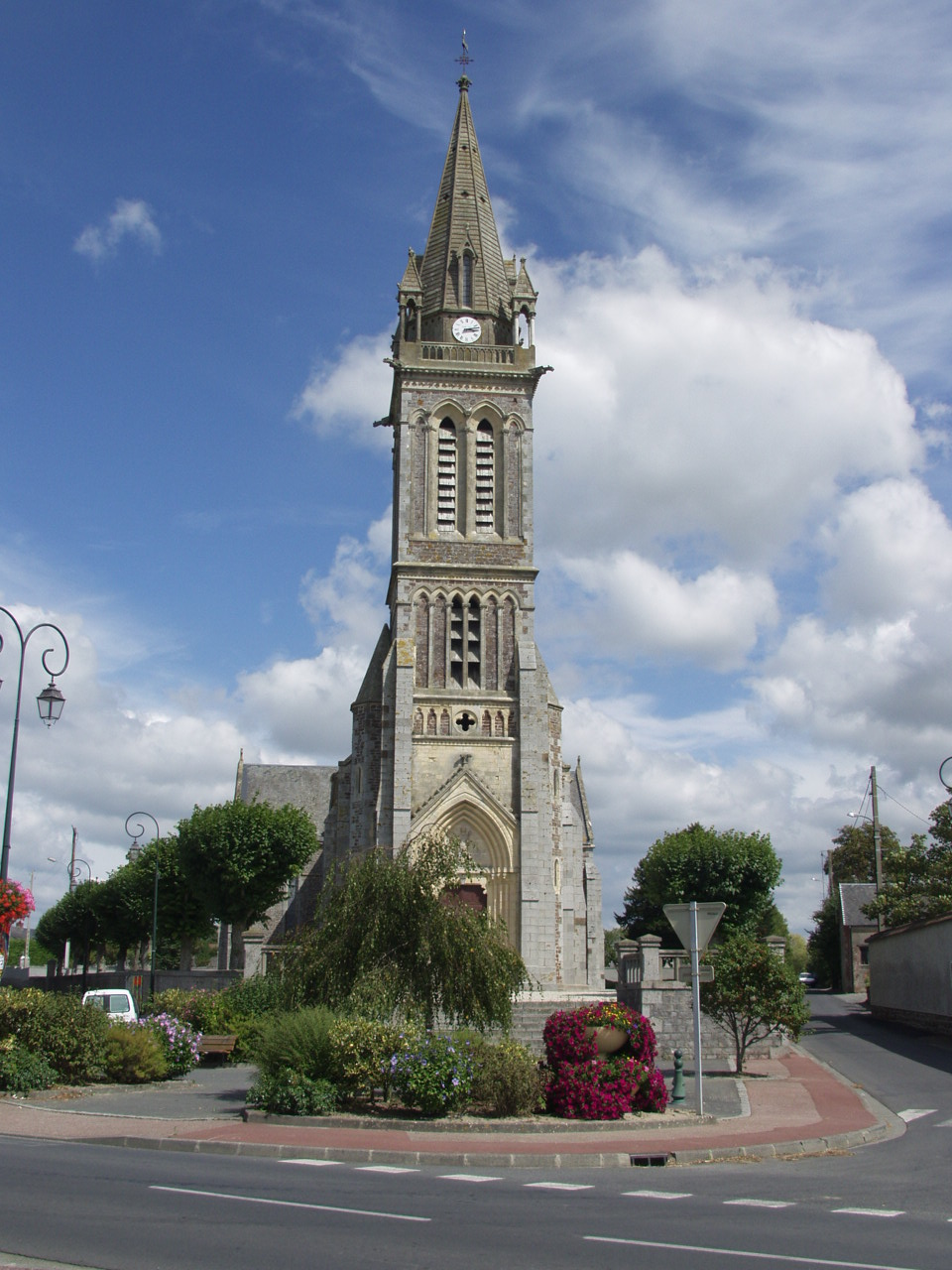
Kirche Saint-Vigor

- Kirche Saint-Vigor aus dem 19. Jahrhundert
- Mündung des Vanlée, Naturschutzgebiet